# شانه‌موش ناترر
شانه‌موش ناترر (نام علمی: Ctenomys nattereri) نام یک گونه از سرده شانه‌موش است.